# Tití del riu Beni
El tití del riu Beni (Plecturocebus modestus) és una espècie de primat platirrí del gènere Callicebus. Aquest tití és endèmic de Bolívia.
Viu en una àrea de 1800 km², a la conca alta del riu Beni, un afluent del riu Madeira. La distribució del tití dels germans Olalla s'encavalca amb la del tití del riu Beni, però sembla que cadascuna d'aquestes espècies ocupa diferents tipus d'hàbitats.